# 510'erne
Århundreder: 5. århundrede – 6. århundrede – 7. århundrede
Årtier: 460'erne 470'erne 480'erne 490'erne 500'erne – 510'erne – 520'erne 530'erne 540'erne 550'erne 560'erne
År: 510 511 512 513 514 515 516 517 518 519

## Personer
- 511 27. november Frankernes konge Klodevig (Clovis 1.) dør 45 år gammel. Riget deles mellem hans fire sønner.